# Karamea trailli
Karamea trailli is een hooiwagen uit de familie Triaenonychidae.